# Maikel Mesa
Pour les articles homonymes, voir Mesa.
Maikel Mesa, né le 4 juin 1991 à Santa Cruz en Espagne, est un footballeur espagnol évoluant au poste de milieu de terrain à l'Albacete Balompié, en prêt de l'UD Las Palmas.

## Biographie
Maikel Mesa entame sa formation footballistique au CD Arenas et la finit au CD Tenerife. Après un début de carrière au CD Laguna en 2010, il rejoint le CA Osasuna deux ans plus tard. Mesa joue dans un premier temps avec l'équipe B.
Le 1er juin 2013, Mesa découvre la Liga en remplaçant Francisco Silva contre le Real Madrid. Malgré ses débuts dans l'élite espagnole, il peine à s'imposer au sein du club navarrais. Mesa est logiquement prêté au Racing de Ferrol en 2015. À son retour de prêt pour la saison 2015-2016, il dispute treize matchs et marque un but en Segunda División.
Au mercato d'été 2016, Mesa s'engage au CD Mirandés. Il demeure une saison au club, marquant à six reprises en championnat. En 2017, Mesa rejoint le Gimnàstic Tarragone. Il réalise une saison 2017-2018 de qualité sur le plan personnel avec huit buts inscrits, et signe à l'UD Las Palmas à l'été 2018.
En janvier 2020, Mesa est prêté à l'Albacete Balompié pour le reste de la saison. Il marque son premier but le 17 juin et offre une victoire 0-1 aux dépens de l'Extremadura UD.